# Marquesado de Aguas Claras
El marquesado de Aguas Claras es un título nobiliario español creado por el rey Fernando VII en favor de Antonio Ponce de León y Maroto, oidor honorario de la Real Audiencia de México y auditor de Marina del Departamento de La Habana, el 12 de marzo de 1833, como reconversión del antiguo marquesado de San Antonio, concedido en 1755.
Fue rehabilitado en 1957 por el jefe de Estado Francisco Franco, quien lo concedió a José Ignacio Ponce de León y Ponce de León, luego  VII conde de Casa Ponce de León y Maroto.

## Marqueses de Aguas Claras
|                                     | Titular                                    | Periodo                   |
| Creación por Fernando VII           | Creación por Fernando VII                  | Creación por Fernando VII |
| ----------------------------------- | ------------------------------------------ | ------------------------- |
| I                                   | Antonio Ponce de León y Maroto             | 1833-1838                 |
| II                                  | Juan Antonio Ponce de León y Balzán        | 1840-1841                 |
| III                                 | Francisco Filomeno Ponce de León y Balzán  | 1845-1884                 |
| Rehabilitación por Francisco Franco |                                            |                           |
| IV                                  | José Ignacio Ponce de León y Ponce de León | 1957-1984                 |
| V                                   | Sergio Vildósola y Ponce de León           | 1990-2019                 |
| VI                                  | José Ignacio Vildósola Martínez            | 2020-actualidad           |

## Historia de los marqueses de Aguas Claras
- Antonio Ponce de León y Maroto (b. 23 de junio de 1752 - 18 de octubre de 1838), I marqués de Aguas Claras.[2]

Se casó con María de las Mercedes Criloche y Zayas. El 21 de enero de 1840 le sucedió su nieto, hijo de Francisco Filomeno Ponce de León y Criloche y de su esposa Rosa María Balzán y Peña:
- Juan Antonio Ponce de León y Balzán (b. 29 de julio de 1821 - 1 de marzo de 1841), II marqués de Aguas Claras.[4]

Soltero. Sin descendientes. El 13 de marzo de 1845 le sucedió su hermano:
- Francisco Filomeno Ponce de León y Balzán (b. 26 de octubre 1822 - 1884), III marqués de Aguas Claras.[4]

Se casó con Francisca Nemesia del Corral y Martínez de Pinillos, IV condesa de Villanueva, grande de España. De este matrimonio nació Adolfo Claudio Ponce de León y del Corral, V conde de Villanueva, grande de España, y III vizconde de Valvanera.
El 31 de diciembre de 1957, por rehabilitación de Francisco Franco, sucedió el nieto del tercer marqués:
- José Ignacio Ponce de León y Ponce de León (La Habana, Cuba, 29 de febrero de 1832 - ¿1896?), IV marqués de Aguas Claras[5] (solicitado en 1948 y 1953) y VII conde de Casa Ponce de León y Maroto.

El 1 de febrero de 1990 le sucedió su sobrino, hijo de Clara Ponce de León y Ponce de León —su hermana— y Sergio Fernández Vildósola, tras la solicitud cursada el 8 de febrero de 1984 (BOE del 3 de abril), su convocatoria al expediente de sucesión —junto con José Riva Cevasco y Fernando Fernández-Cavada y París— el 4 de junio del mismo año (BOE del 31 de agosto):
- Sergio Vildósola y Ponce de León (La Habana, Cuba, 17 de julio de 1933 - 2019), V marqués de Aguas Claras[8] y VIII conde de Casa Ponce de León y Maroto.

- José Ignacio Vildósola Martínez, VI marqués de Aguas Claras[9] y IX conde de Casa Ponce de León y Maroto.